# ديفيد ر. ميلارد
ديفيد ر. ميلارد (بالإنجليزية: David R. Millard)‏ هو سياسي أمريكي، ولد في 10 فبراير 1953 في بلومسبورغ في الولايات المتحدة. حزبياً، نشط في الحزب الجمهوري. وقد انتخب عضو مجلس نواب بنسيلفانيا.

## وصلات خارجية
- الموقع الرسمي